# TOHOシネマズ日劇
TOHOシネマズ日劇（とうほうシネマズにちげき、英: TOHO CINEMAS NICHIGEKI）は、東京都千代田区有楽町二丁目にあった、TOHOシネマズ株式会社が経営・運営する3つの映画館の総称。

## 概要
TOHOシネマズ日劇は有楽町センタービル（有楽町マリオン）の阪急MEN'S TOKYO側にあり、「スクリーン1」は11階に、「スクリーン2」と「スクリーン3」は9階にあった。「日劇」の名称は、かつてこの地にあった「日本劇場」に由来する。
有楽町マリオンが竣工した1984年10月6日から2002年まで、3つのスクリーンの名称は「日本劇場」、「日劇東宝」、「日劇プラザ」であり、2002年の改装時からは、それぞれ「日劇1」、「日劇2」、「日劇3」、3館の総称が「日劇PLEX」であった。2006年10月に、運営会社が東宝株式会社から現在のTOHOシネマズ株式会社に変わり、2009年2月17日にスクリーン名と3館の総称が改称された。
2002年の全面改装では座席の大型化などにより鑑賞環境が改善されたのと引き換えに各館の定員数が減少した。2004年からは、全席指定制となった。2007年から1階窓口での扱いは、その日の上映分（当日券の購入、もしくは座席指定席券への引き換え）のみとなった。先売り券（2日前まで）は9階と11階の受付で販売している。2007年12月20日から連日レイトショー（20時以降の上映）を実施しており、料金は1,500円である。TOHOシネマズ株式会社が運営するようになってから上映編成が従来よりも自由になり、単館系作品（『不都合な真実』、『ザ・ローリング・ストーンズ シャイン・ア・ライト』など）やTOHOシネマズ六本木ヒルズ系の洋画作品（『X-ファイル: 真実を求めて』など）をレイトショーとして上映することもある。2009年2月17日の館名変更と同時に、インターネットチケット販売「vit」、ポイントカード「シネマイレージカード」等のTOHOシネマズ名のシネコンと同様の制度が導入された。
なお、有楽町マリオンには他にも丸の内ピカデリー1・2・3という映画館がある。
2018年3月29日に開業する、三井不動産が中心となって進めている有楽町一丁目の再開発計画「東京ミッドタウン日比谷」の大規模複合ビル内にシネマコンプレックス「TOHOシネマズ日比谷」が開業するのにあわせて、2018年2月4日に閉館した。跡地は改装され、11〜13階（スクリーン1跡地）には2018年7月に約900席の貸ホール「ヒューリックホール東京」が、9〜10階（スクリーン2・3跡地）には2018年12月にコニカミノルタプラネタリウムが運営するプラネタリウムを中心とした複合型映像体験施設「コニカミノルタプラネタリア TOKYO」が、それぞれ開業している。閉館当日の2月4日は『ゴジラ』や『タイタニック』・『君の名は。』などのヒット作が上映され、『ゴジラ』の上映後には宝田明が登壇して制作の裏側などを語り、感極まって涙する場面もあった。最後は支配人の佐藤希が「1億人以上のお客さまに足を運んでいただき、皆さまに愛されて上映を続けられたことを感謝したい」と挨拶し、これをもって旧日劇時代から約84年2ヶ月の歴史に幕を閉じた。
- 沿革：日本劇場、日劇東宝、日劇プラザ（1984年10月6日 - 2002年3月1日）→日劇PLEX（日劇1・日劇2・日劇3）（2002年3月2日 - 2009年2月16日）→TOHOシネマズ日劇（2009年2月17日 - 2018年2月4日）
- 経営・運営：東宝（1984年10月6日 -?）→東宝経営、東宝サービスセンター運営（? - 2006年9月30日）→TOHOシネマズ（2006年10月1日 - 2018年2月4日）

## 各館の特徴

### スクリーン
| スクリーン | 座席数   | 車いす席 | 音響設備      | スクリーンサイズ | フロア                 |
| ---------- | -------- | -------- | ------------- | ---------------- | ---------------------- |
| 1          | 1008→944 | 2        | デジタル5.1ch | 7.20×17.30m      | 有楽町マリオン11～13階 |
| 2          | 708→666  | 1        | デジタル5.1ch | 8.00×16.86m      | 有楽町マリオン9～10階  |
| 3          | 554→522  | 1        | デジタル5.1ch | 5.40×13.00m      | 有楽町マリオン9～10階  |

### スクリーン1（旧:日劇1）
オープン当時は「日本劇場」。常に洋画の大作が上映されていた。開業時から2002年の改装まではキャパ1008席だったが、改装で944席に減るも、東宝が日比谷地区で経営していた映画館の中でも最大規模の映画館だった。東宝洋画系チェーンで、最大のチェーンマスターでもあった。新宿TOKYU MILANOの閉館に伴い、2015年1月1日から、日本最多の座席数を持つスクリーンとなっていた。なお、日劇閉館に伴い、2018年2月5日以降は、同じく有楽町マリオンにある丸の内ピカデリー1が日本最多の座席数を持つスクリーンとなった（日劇閉館当時は804席だったが、2021年にリニューアルしたことで623席となっていることで一位の座をTOHOシネマズ梅田のスクリーン1(733席)に譲った）。

#### 代表作

##### 日本劇場時代
『ワンス・アポン・ア・タイム・イン・アメリカ』（1984年、オープニング上映作品）

『ゴーストバスターズ』（1984年）

『ネバーエンディング・ストーリー』（1985年）

『ターミネーター』（1985年）

- 007シリーズ
  - 『007 美しき獲物たち』（1985年）
  - 『007 消されたライセンス』（1989年）
  - 『007 ゴールデン・アイ』（1995年）

『宇宙からの帰還』（1985年）

『女と男の名誉』（1985年）

『フライトナイト』（1985年）

『バック・トゥ・ザ・フューチャー』（1985年）

『コマンドー』（1986年）

『アリオン』（1986年、アニメーション映画）

『ナイルの宝石』（1986年）

『第5惑星』（1986年）

『植村直己物語』（1986年）

『子猫物語』（1986年、拡大ロードショー）

『スペースキャンプ』（1986年）

『サンダーアーム 龍兄虎弟』（1986年）

『エイリアン2』（1986年）

『ベスト・キッド2』（1986年）

『ハスラー2』（1986年）

『オーバー・ザ・トップ』（1987年）

『ペギー・スーの結婚』（1987年）

『ダブルボーダー』（1987年5月）

『トップガン』『愛と青春の旅立ち』（1987年6月、同時上映）

『プレデター』（1987年6月）

『ジョーズ'87 復讐篇』（1987年）

『ハンバーガー・ヒル』（1987年）

『アンタッチャブル』（1987年）

『ニューヨーク東8番街の奇跡』（1987年）

『ロボコップ』（1988年）

『赤ちゃんはトップレディがお好き』（1988年）

『ブロードキャスト・ニュース』（1988年）

『死海殺人事件』（1988年）

『ランボー3/怒りのアフガン』（1988年）

『ウィロー』（1988年）

『レッドブル』（1988年）

『タッカー』（1988年）

『3人のゴースト』（1988年）

『ダイ・ハード』（1989年）

『カクテル』（1989年）

『キャノンボール3 新しき挑戦者たち』（1989年）

『インディ・ジョーンズ/最後の聖戦』（1989年）

『ブラック・レイン』（1989年）

『バック・トゥ・ザ・フューチャー PART2』（1989年）

『オールウェイズ』（1990年）

『ドライビング Miss デイジー』（1990年、先行ロードショー）

『ローズ家の戦争』（1990年）

『バック・トゥ・ザ・フューチャー PART3』（1990年）

『48時間PART2/帰って来たふたり』（1990年）

『ゴースト/ニューヨークの幻』（1990年）

『トータル・リコール』（1990年）

『エア★アメリカ』（1991年）

『ゴッドファーザー PART III』（1991年）

『ダンス・ウィズ・ウルブズ』（1991年）

『バックドラフト』（1991年）

『ターミネーター2』（1991年）

『ケープ・フィアー』（1991年）

『愛と死の間で』（1992年）

『サウス・キャロライナ 愛と追憶の彼方』（1992年）

『嵐の中で輝いて』（1992年）

『愛人/ラマン』（1992年）

『フック』（1992年）

『エイリアン3』（1992年）

『チンギス・ハーン』（1992年）

『ユニバーサル・ソルジャー』（1992年）

『ホーム・アローン2』（1992年）

『ラスト・オブ・モヒカン』（1993年）

『ロボコップ3』（1993年）

『幸福の条件』（1993年）

『ジュラシック・パーク』（1993年）

『クリフハンガー』（1993年）

『三銃士』（1994年）

『ミセス・ダウト』（1994年）

『メジャーリーグ2』（1994年）

『ライオン・キング』（1994年）

『トゥルーライズ』（1994年）

『スピード』（1994年、第2作は日比谷スカラ座（現・TOHOシネマズスカラ座）で上映）

『フォレスト・ガンプ/一期一会』（1995年）

『ロブ・ロイ/ロマンに生きた男』（1995年）

『ポカホンタス』（1995年）

『ウォーターワールド』（1995年）

『クリムゾン・タイド』（1995年）

『アメリカン・プレジデント』（1996年）

『ブロークン・アロー』（1996年）

『陽のあたる教室』（1996年）

『アンカーウーマン』（1996年）

『ツイスター』（1996年）

『ザ・ロック』（1996年）

『戦火の勇気』（1996年）

『インデペンデンス・デイ』（1996年）

『デビル』（1997年）

『ザ・エージェント』（1997年）

『ロスト・ワールド ジュラシック・パーク』（1997年）

『ボルケーノ』（1997年）

『フェイク』（1997年）

『エアフォース・ワン』（1997年）

『タイタニック』（1997年、126日長期間興行、次作上映日から日劇プラザにて上映延長）

『エイリアン4』（1998年、初日封切るも約一ヶ月後には未だ満席・立ち見が続く『タイタニック』と入れ換えて上映）

『タイタニック』（1997年、日劇プラザからシフト、引き続き上映を継続、1998年6月19日が事実上最終上映日となる）

『ジャッカル』（1998年）

『GODZILLA』（1998年、ハリウッド版）

『フラッド』（1998年）

『プライベート・ライアン』（1998年）

『アルマゲドン』（1998年）

『エネミー・オブ・アメリカ』（1999年）

『ペイバック』（1999年）

『ハムナプトラ/失われた砂漠の都』（1999年）

『スター・ウォーズ エピソード1/ファントム・メナス』（1999年）

『シックス・センス』（1999年）

『エンド・オブ・デイズ』（1999年）

『アンナと王様』（2000年）
『グリーンマイル』（2000年）

『チャーリーズ・エンジェル』（2000年）

『ホワット・ライズ・ビニース』（2000年）

『ハムナプトラ2/黄金のピラミッド』（2001年）

『トゥームレイダー』（2001年）

『スパイ・ゲーム』（2001年）

『地獄の黙示録（2002年の特別完全版）』（本作品上映を最後に当館並びに日劇東宝・日劇プラザと共に改修工事に入る）

##### 日劇1時代
『アメリカン・スウィートハート』（改称後の第1作）、『ブラックホーク・ダウン』、『マイノリティ・リポート』、『戦場のピアニスト』、『キャッチ・ミー・イフ・ユー・キャン』、『ザ・コア』、『バッドボーイズ 2バッド』、『アイ,ロボット』、『デイ・アフター・トゥモロー』、『ターミナル』、『ゴジラ FINAL WARS』、『ステルス』、『ボーン・スプレマシー』、『キング・コング（2005）』、『ジャーヘッド』、『イーオン・フラックス』、『ダ・ヴィンチ・コード』、『マイアミ・バイス』、『ワールド・トレード・センター』、『エラゴン 遺志を継ぐ者』、『デジャヴ』、『ハンニバル・ライジング』、『トランスフォーマー』、『ファンタスティック・フォー:銀河の危機』、『ボーン・アルティメイタム』、『ナショナル・トレジャー/リンカーン暗殺者の日記』、『マイ・ブルーベリー・ナイツ』（TOHOシネマズスカラ座と同時上映）、『大いなる陰謀』、『チャーリー・ウィルソンズ・ウォー』、『ウォンテッド』、『地球が静止する日』、『マンマ・ミーア!』ほか

##### TOHOシネマズ日劇に改称後
『マンマ・ミーア!』（公開期間中に館名変更）、『ワルキューレ』、『天使と悪魔』、『ノウイング』、『ナイト ミュージアム2』、『私の中のあなた』、『イングロリアス・バスターズ』、『アバター（3D上映）』、『ダレン・シャン -若きバンパイアと奇怪なサーカス-』、『ウルフマン』、『プリンス・オブ・ペルシャ/時間の砂』、『踊る大捜査線 THE MOVIE3 ヤツらを解放せよ!』、『ナイト&デイ』、『トロン: レガシー（3D上映）』、『ウォール・ストリート』、『ツーリスト』、『ガリバー旅行記（3D上映）』、『ブラック・スワン』、『SUPER8/スーパーエイト』、『トランスフォーマー/ダークサイド・ムーン（3D上映）』、『カウントダウンZERO（レイトショー）』、『ライフ -いのちをつなぐ物語-』、『猿の惑星: 創世記』、『パラノーマル・アクティビティ3（レイトショー）』、『ステキな金縛り』、『きみはペット』、『ドラゴン・タトゥーの女』、『スター・ウォーズ エピソード1/ファントム・メナス 3D』、『バトルシップ』、『メン・イン・ブラック3（3D上映）』、『アメイジング・スパイダーマン（3D上映）』、『プロメテウス（3D上映）』、『ボーン・レガシー』、『リンカーン/秘密の書（3D上映）』、『レ・ミゼラブル』、『オズ はじまりの戦い（3D上映）』、『リンカーン』、『オブリビオン』、『モンスターズ・ユニバーシティ（3D / 2D上映）』、『ワールド・ウォーZ（3D上映）』、『陽だまりの彼女』、『悪の法則』、『永遠の0』、『大脱出』、『ラッシュ/プライドと友情』、『アナと雪の女王』、『アメイジング・スパイダーマン2（3D上映）』、『ノア 約束の舟』、『GODZILLA ゴジラ（3D / 2D上映）』、『ガーディアンズ・オブ・ギャラクシー（3D / 2D上映）』、『ヘラクレス（3D / 2D上映）』、『グレース・オブ・モナコ 公妃の切り札（TOHOシネマズ有楽座からのムーブオーバー）』、『ゴーン・ガール』、『96時間/レクイエム』、『エクソダス:神と王（3D / 2D上映）』、『イントゥ・ザ・ウッズ』、『シンデレラ』、『トゥモローランド』、『ターミネーター:新起動/ジェニシス（3D / 2D上映）』、『ミッション:インポッシブル/ローグ・ネイション』、『テッド2』、『ファンタスティック・フォー』、『エベレスト 3D』、『スター・ウォーズ/フォースの覚醒』、『マネー・ショート 華麗なる大逆転』、『スポットライト 世紀のスクープ』、『レヴェナント: 蘇えりし者』、『デッドプール』、『ファインディング・ドリー』、『シン・ゴジラ』、『BFG: ビッグ・フレンドリー・ジャイアント』、『君の名は。』、『インフェルノ』、『ローグ・ワン/スター・ウォーズ・ストーリー（3D / 2D上映）』、『ドクター・ストレンジ（3D / 2D上映）』、『パッセンジャー』、『美女と野獣（字幕版 / 吹き替え版）』、『パイレーツ・オブ・カリビアン/最後の海賊』、『スパイダーマン:ホームカミング（3D / 2D上映）』、『エイリアン: コヴェナント』、『猿の惑星: 聖戦記』、『ローガン・ラッキー』、『スター・ウォーズ/最後のジェダイ』

##### シリーズ作品
ジェームズ・ボンド シリーズ（『007 美しき獲物たち』、『007 消されたライセンス』、『007 ゴールデンアイ』）、『エイリアン』シリーズ（2以降）、インディ・ジョーンズ シリーズ（第3作『最後の聖戦』と第4作『クリスタル・スカルの王国』）、『ターミネーター』シリーズ（第4作『ターミネーター4』は丸の内ピカデリー1で上映）、『バック・トゥ・ザ・フューチャー』シリーズ、『プレデター』シリーズ（第3作『プレデターズ』はTOHOシネマズ有楽座で上映）、『ロボコップ』シリーズ、『ダイ・ハード』シリーズ（第1作、『第4作』、『第5作』。第2作と第3作は、TOHOシネマズスカラ座で上映）、『ジュラシック・パーク』シリーズ、『スター・ウォーズ』シリーズ（エピソード1・2・3）、『ハムナプトラ』シリーズ、『ミッション:インポッシブル』シリーズ（『M:I-2』、『M:i:III』、『M:I:ゴースト・プロトコル』）、『X-MEN』シリーズ（第1作、第2作と新章『ウルヴァリン:X-MEN ZERO』、『ウルヴァリン:SAMURAI』。第3作『ファイナル ディシジョン』と第5作目『ファースト・ジェネレーション』はTOHOシネマズスカラ座で上映）、『スパイダーマン』シリーズ、『レッドクリフ』（Part I・Part II、スクリーン3と同時上映）

### スクリーン2（旧:日劇2）
千代田劇場の東宝邦画系チェーンのチェーンマスター機能を受け継ぎ、かつて日本劇場の地下にあった丸の内東宝の名から日劇東宝としてオープン。開業時の座席数は708席。改装後は666席に減る。1カ月に1作程度の割合で、新作が公開されていた。

#### 代表作

##### 日劇東宝時代
| 公開年 | タイトル                                                                                 |
| ------ | ---------------------------------------------------------------------------------------- |
| 1984年 | 『おはん』（オープニング上映作品）                                                       |
| 1985年 | 『乱』、『ビルマの竪琴（1985）』、『夜叉』、『姉妹坂』&『雪の断章 -情熱-』               |
| 1986年 | 『鹿鳴館』                                                                               |
| 1987年 | 『竹取物語』（沢口靖子主演、市川崑監督版）                                               |
| 1988年 | 『となりのトトロ』＆『火垂るの墓』、『敦煌』                                             |
| 1990年 | 『タスマニア物語』、『稲村ジェーン』                                                     |
| 1991年 | 『就職戦線異状なし』、『あの夏、いちばん静かな海。』、『超少女REIKO』                    |
| 1992年 | 『奇跡の山 さよなら、名犬平治』                                                          |
| 1993年 | 『まあだだよ』、『水の旅人 侍KIDS』、『虹の橋』、『高校教師』                            |
| 1994年 | 『ヤマトタケル』、『ヒーローインタビュー』、『四十七人の刺客』                           |
| 1995年 | 『バースデイプレゼント』、『ひめゆりの塔』                                               |
| 1996年 | 『Shall we ダンス?』、『八つ墓村』（豊川悦司主演、市川崑監督版）                         |
| 1997年 | 『パラサイト・イヴ』、『誘拐』、『CAT'S EYE』＆『シャ乱Qの演歌の花道』、『ラヂオの時間』 |
| 1998年 | 『らせん』、『卓球温泉』、『絆 -きずな-』、『スプリガン』、『踊る大捜査線 THE MOVIE』    |
| 1999年 | 『死国』、『秘密』、『ISOLA 多重人格少女』、『催眠』                                     |
| 2000年 | 『どら平太』、『クロスファイア』、『世にも奇妙な物語 映画の特別編』                      |
| 2001年 | 『みんなのいえ』                                                                         |
| 2002年 | 『仄暗い水の底から』                                                                     |

##### 日劇2時代
『ソウル』（改称後の第1作だが最終週のみ）、『黄泉がえり』、『世界の中心で、愛をさけぶ』、『いま、会いにゆきます』、『ローレライ』、『交渉人 真下正義』、『容疑者 室井慎次』、『あらしのよるに』、『NANA2』、『愛の流刑地』、『バブルへGO!! タイムマシンはドラム式』、『眉山』、『舞妓Haaaan!!!』、『Life 天国で君に逢えたら』、『クローズド・ノート』、『マリと子犬の物語』、『チーム・バチスタの栄光』、『クローバーフィールド/HAKAISHA』（レイトショー）、『隠し砦の三悪人 THE LAST PRINCESS』、『花より男子FINAL』、『容疑者Xの献身』、『ハッピーフライト』、『K-20 怪人二十面相・伝』ほか

##### TOHOシネマズ日劇に改称後
『アンダーワールド ビギンズ』（レイトショー）、『余命1ヶ月の花嫁』、『真夏のオリオン』、『トランスフォーマー/リベンジ』、『カイジ 人生逆転ゲーム』、『ゼロの焦点』、『のだめカンタービレ 最終楽章 前編』（前編）、『ゴールデンスランバー』、『パラノーマル・アクティビティ』（レイトショー）、『FLOWERS -フラワーズ-』、『ハナミズキ 君と好きな人が百年続きますように』、『十三人の刺客（2010）』、『雷桜』、『SPACE BATTLESHIP ヤマト』、『僕と妻の1778の物語』、『SP THE MOTION PICTURE 革命篇（レイトショー、TOHOシネマズスカラ座からのムーブオーバー）』、『岳-ガク-』、『星守る犬』、『アンダルシア 女神の報復』、『デビル』（レイトショー）、『ドライブ・アングリー3D』（レイトショー）、『ピラニア3D』（レイトショー）、『神様のカルテ』、『DOG×POLICE 純白の絆』、『カイジ2 人生奪回ゲーム』、『源氏物語 千年の謎』、『麒麟の翼 〜劇場版・新参者〜』、『世界最古の洞窟壁画 3D 忘れられた夢の記憶』（レイトショー）、『トロール・ハンター』（レイトショー）、『マンイーター』（レイトショー）、『宇宙兄弟』、『映画 ホタルノヒカリ』、『シャーク・ナイト』（レイトショー）、『遊星からの物体X ファーストコンタクト』（レイトショー）、『あなたへ』、『ツナグ』、『悪の教典』、『映画 妖怪人間ベム』、『ストロベリーナイト』、『テッド』（レイトショー、TOHOシネマズスカラ座からのムーブオーバー）、『パリ・オペラ座へようこそ「ドン・キホーテ」（プレ上映）』（レイトショー、TOHOシネマズみゆき座からのムーブオーバー）、『コドモ警察』（レイトショー）、『ナオト・インティライミ冒険記 旅歌ダイアリー』（レイトショー）、『県庁おもてなし課』、『奇跡のリンゴ』、『飛びだす 悪魔のいけにえ レザーフェイス一家の逆襲』（レイトショー）、『ガッチャマン』、『謝罪の王様』、『スティーブ・ジョブズ』、『清須会議』、『47RONIN』、『抱きしめたい -真実の物語-』、『伝説のレーサーたち 〜命をかけた戦い〜』（レイトショー）、『それでも夜は明ける』（レイトショー）、『鷹の爪7 女王陛下のジョブーブ』（レイトショー）、『パラノーマル・アクティビティ/呪いの印』（レイトショー）、『WOOD JOB! 〜神去なあなあ日常〜』、『春を背負って』、『エスケイプ・フロム・トゥモロー』（レイトショー）、『TOKYO FANTASY SEKAI NO OWARI』（レイトショー）、『ルパン三世』、『蜩ノ記』、『神さまの言うとおり』、『バンクーバーの朝日』、『ジョーカー・ゲーム』、『6才のボクが、大人になるまで。』（レイトショー、TOHOシネマズシャンテ、TOHOシネマズ有楽座からのムーブオーバー）、『イミテーション・ゲーム/エニグマと天才数学者の秘密』（レイトショー、TOHOシネマズみゆき座からのムーブオーバー）、『脳内ポイズンベリー』、『海街diary』、『パージ』（レイトショー）、『パージ:アナーキー』（レイトショー）、『S -最後の警官- 奪還 RECOVERY OF OUR FUTURE』、『バクマン。』、『劇場版 MOZU』、『杉原千畝 スギハラチウネ』、『信長協奏曲』、『フローレンスは眠る』（レイトショー）、『オデッセイ』（2D字幕、レイトショー、TOHOシネマズスカラ座からのムーブオーバー）、『ルーム』（レイトショー）、『64 -ロクヨン- 前編 / 後編』、『帰ってきたヒトラー（レイトショー、TOHOシネマズシャンテからのムーブオーバー）』、『インデペンデンス・デイ: リサージェンス（レイトショー）』、『後妻業の女』、『SCOOP!』、『映画 ボクの妻と結婚してください。』、『海賊とよばれた男』、『恋妻家宮本』、『パージ:大統領令（レイトショー）』、『追憶』、『昼顔』、『ターミネーター2 3D（レイトショー）』、『関ヶ原』、『亜人』、『ラストレシピ〜麒麟の舌の記憶〜』、『DESTINY 鎌倉ものがたり』

##### シリーズ作品
『ゴジラ』シリーズ（『ゴジラ』から『ゴジラ×モスラ×メカゴジラ 東京SOS』まで、『GODZILLA』（日本語吹き替え版）も）、『ドラえもん』シリーズ（『のび太の宇宙小戦争』から『のび太の南極カチコチ大冒険』まで）、『刑事物語』シリーズ（『くろしおの詩』から『5 やまびこの詩』まで）、『うる星やつら』シリーズ（『3 リメンバー・マイ・ラブ』から『4 ラム・ザ・フォーエバー』まで）、『タッチ』（全3作。実写版）、『『ホイチョイ・ムービー』シリーズ（全5作）、『夜逃げ屋本舗』3部作、『クレヨンしんちゃん』シリーズ（『ブリブリ王国の秘宝』から『襲来!!宇宙人シリリ』まで。第1作はニュー東宝シネマ1（現・TOHOシネマズ有楽座）で上映）、『学校の怪談』（全4作）、『モスラ』（全3作）、『リング』3部作、『トリック劇場版』（第1作、第2作、第3作）、『海猿 ウミザル』（第1作、第2作）、『着信アリ』（第1作、第2作。完結篇『Final』は有楽座(現・TOHOシネマズ有楽座)で上映）、『ALWAYS 三丁目の夕日』（正編・続編）、『20世紀少年』（全3章。第2章の公開期間中に現在の館名に変更）、
『ポケットモンスター』シリーズ（第2作及び第4作以降。第1作はニュー東宝シネマ（現・TOHOシネマズ有楽座）で、第3作は日劇プラザ（現・TOHOシネマズ日劇スクリーン3）で上映。最後の上映作品は「劇場版ポケットモンスターキミにきめた!」である）、『とっとこハム太郎』シリーズ（第3作まで。最終作は日比谷スカラ座2（現・TOHOシネマズみゆき座）で上映）

### スクリーン3（旧:日劇3）
有楽座の東宝洋画系チェーンのチェーンマスター機能を受け継ぎ、かつて日本劇場の地下にあった日劇文化の名から日劇プラザとしてオープン。洋画と邦画の区別なく上映されていて、ファミリー向けがメインであるとされていた。しかし末期では、スクリーン1で拡大ロードショー時に利用されたり、スクリーン1・2、またはTOHOシネマズスカラ座からのムーブオーバーに利用されたりすることも多かった。開業時は座席数544席だったが、改装により522席に減る。

#### 代表作

##### 日劇プラザ時代
| 公開年 | タイトル                                                                                             |
| ------ | --- |
| 1984年 | 『アンナ・パブロワ』（オープニング上映作品）                                                         |
| 1985年 | 『プロテクター』、『ミコイサンマン』、『ランボー/怒りの脱出』、『コクーン』                          |
| 1986年 | 『トップガン』                                                                                       |
| 1988年 | 『グレート・ブルー』、『ロジャー・ラビット』、『AKIRA 日劇プラザのみ70mm6chプリント』                |
| 1988年 | 『ロックアップ』                                                                                     |
| 1991年 | 『キンダガートン・コップ』                                                                           |
| 1992年 | 『スタートレックVI 未知の世界』、『美女と野獣』                                                      |
| 1993年 | 『硝子の塔』                                                                                         |
| 1994年 | 『平成狸合戦ぽんぽこ』                                                                               |
| 1995年 | 『ジャッジ・ドレッド』、『9か月』                                                                    |
| 1996年 | 『マネー・トレイン』、『陪審員』                                                                     |
| 1997年 | 『エビータ』、『もののけ姫』                                                                         |
| 1998年 | 『ピースメーカー』、『アミスタッド』、『ドクター・ドリトル』                                         |
| 1999年 | 『恋におちたシェイクスピア』、『プリンス・オブ・エジプト』、『エリザベス』、『ターザン』             |
| 2000年 | 『トイ・ストーリー2』、『劇場版ポケットモンスター 結晶塔の帝王 ENTEI』、『60セカンズ』、『タイタス』 |
| 2001年 | 『ウェディング・プランナー』、『PLANET OF THE APES/猿の惑星』、『ブリジット・ジョーンズの日記』      |

##### 日劇3時代
『エネミー・ライン』（改称後の第1作）、『光の旅人 K-PAX』、『スチュアート・リトル2』（第1作は日比谷映画で上映）、『ボーン・アイデンティティー』、『シモーヌ』、『ピーター・パン2 ネバーランドの秘密』、『阿修羅のごとく』、『ブルース・オールマイティ』、『サンダーバード』、『クリムゾン・リバー2 黙示録の天使たち』（第1作は日比谷スカラ座で上映）、『AVP』、『AVP2 』（レイトショー）、『2046』、『オペラ座の怪人』、『ナショナル・トレジャー』、『フォーガットン』、『ロボッツ』、『NANA』、『ファンタスティック・フォー ［超能力ユニット］』、『THE 有頂天ホテル』、『連理の枝』、『ゲド戦記』、『オープン・シーズン』、『ドリームガールズ』、『ホリデイ』、『レミーのおいしいレストラン』、『ミス・ポター』、『スターダスト』、『椿三十郎（2008）』、『シルク』、『マゴリアムおじさんの不思議なおもちゃ屋』、『魔法にかけられて』、『少林少女』、『ザ・マジックアワー』、『ハプニング』、『セックス・アンド・ザ・シティ』（第2作は丸の内ピカデリー1で上映）、『アイアンマン』（第2作はTOHOシネマズスカラ座で上映）、『私は貝になりたい』、『チェ』（28歳の革命・39歳 別れの手紙）ほか

##### TOHOシネマズ日劇に改称後
『チェ 39歳 別れの手紙』（公開期間最終盤に館名変更）、『チェンジリング』、『DRAGONBALL EVOLUTION』、『ピンクパンサー2』（夜のみ）、『ラスト・ブラッド』、『ボルト（3D上映）』、『サブウェイ123 激突』、『ワイルド・スピード MAX』、『スペル』、『カールじいさんの空飛ぶ家（3D上映）』、『オーシャンズ』、『恋するベーカリー』、『LIAR GAME The Final Stage』、『ハート・ロッカー』（レイトショー）、『のだめカンタービレ 最終楽章』（後編）、『告白』、『トイ・ストーリー3（3D上映）』、『魔法使いの弟子』、『THE LAST MESSAGE -ザ・ラストメッセージ- 海猿（3D上映）』、『ロビン・フッド』、『アンストッパブル』、『幸せの始まりは』、『パラノーマル・アクティビティ2（レイトショー）』、『ウォール・ストリート（スクリーン1からのムーブオーバー）』、『ナルニア国物語/第3章: アスラン王と魔法の島（3D上映）』、『阪急電車 片道15分の奇跡』、『アジャストメント』、『X-MEN:ファースト・ジェネレーション』、『星守る犬（スクリーン2からのムーブオーバー）』、『美しき棘』、『この愛のために撃て』、『カーズ2（3D上映）』、『アンフェア the answer』、『ワイルド・スピード MEGA MAX』、『インモータルズ -神々の戦い-（3D上映）』、『三銃士/王妃の首飾りとダ・ヴィンチの飛行船（3D上映、TOHOシネマズスカラ座からのムーブオーバー）』、『friends もののけ島のナキ（3D・2D上映）』、『フライトナイト/恐怖の夜（3D上映、TOHOシネマズ有楽座からのムーブオーバー）』、『ALWAYS 三丁目の夕日'64（TOHOシネマズスカラ座、TOHOシネマズ有楽座からのムーブオーバー）』、『TIME/タイム』、『マーガレット・サッチャー 鉄の女の涙』、『Black & White/ブラック & ホワイト』、『ファミリー・ツリー』、『スノーホワイト』、『プレイヤー（レイトショー）』、『そして友よ、静かに死ね（レイトショー）』、『リヴィッド（レイトショー）』、『メリダとおそろしの森（3D上映）』、『アベンジャーズ（3D上映）』、『ハンガー・ゲーム』、『TRICERATOPS GOING TO THE MOON 15TH ANNIVERSARY』、『INFINITE CONCERT SECOND INVASION EVOLUTION 3D（3D上映）』、『終の信託』、『東京フィルメックス公演各種』、『復活 尾崎豊 YOKOHAMA ARENA 1991.5.20』、『シルク・ドゥ・ソレイユ3D 彼方からの物語（3D上映、TOHOシネマズ有楽座からのムーブオーバー）』、『フランケンウィニー（3D / 2D上映）』、『007 スカイフォール』、『ライフ・オブ・パイ/トラと漂流した227日（3D上映）』、『アンナ・カレーニナ』、『アイアンマン3（3D上映）』、『グランド・マスター』、『フランス映画祭2013』、『真夏の方程式』、『ワイルド・スピード EURO MISSION（TOHOシネマズ有楽座からのムーブオーバー）』、『スター・トレック イントゥ・ダークネス（3D上映）』、『クロニクル』、『劇場版 野王』、『ゴースト・エージェント/R.I.P.D.』、『ベイビー大丈夫かっ BEATCHILD1987』、『陽だまりの彼女（スクリーン1からのムーブオーバー）』、『東京フィルメックス公演各種』、『かぐや姫の物語』、『ウォーキングwithダイナソー』、『ゲノムハザード ある天才科学者の5日間』、『LIFE!』、『クレヨンしんちゃん ガチンコ!逆襲のロボとーちゃん』、『大空港2013（レイトショー）』、『テルマエ・ロマエII』、『ポンペイ（3D / 2D上映）』、『マレフィセント（3D / 2D上映）』、『トランスフォーマー/ロストエイジ（3D / 2D上映）』、『猿の惑星: 新世紀（3D / 2D上映）』、『ドラキュラZERO』、『美女と野獣（TOHOシネマズスカラ座からのムーブオーバー）』、『ビリー・エリオットミュージカルライブ リトル・ダンサー』、『フューリー』、『ANNIE/アニー』、『フィフティ・シェイズ・オブ・グレイ』、『ナイト ミュージアム/エジプト王の秘密』、『ワイルド・スピード SKY MISSION』、『メイズ・ランナー』、『アベンジャーズ/エイジ・オブ・ウルトロン（3D / 2D上映）』、『ジュラシック・ワールド（3D / 2D上映）』、『アントマン（3D / 2D上映）』、『ギャラクシー街道』、『キングスマン（TOHOシネマズみゆき座からのムーブオーバー）』、『WE ARE Perfume -WORLD TOUR 3rd DOCUMENT』、『007 スペクター』、『シーズンズ 2万年の地球旅行』、『スティーブ・ジョブズ』、『アーロと少年（3D吹き替え / 2D吹き替え）』、『ズートピア』、『スノーホワイト/氷の王国』、『10 クローバーフィールド・レーン』、『アリス・イン・ワンダーランド/時間の旅（3D / 2D上映）』、『ゴーストバスターズ（3D / 2D上映）』、『ミュータント・ニンジャ・タートルズ:影〈シャドウズ〉』、『怒り』、『ブリジット・ジョーンズの日記 ダメな私の最後のモテ期』、『マダム・フローレンス! 夢見るふたり』、『ピートと秘密の友達』、『君の名は。（スクリーン1番からのムーブオーバー）』、『ミス・ペレグリンと奇妙なこどもたち』、『アサシン クリード』、『モアナと伝説の海』、『ワイルド・スピード ICE BREAK』、『LOGAN/ローガン』、『忍びの国』、『ザ・マミー/呪われた砂漠の王女』、『僕のワンダフル・ライフ』、『マイティ・ソー バトルロイヤル』、『オリエント急行殺人事件』、『キングスマン:ゴールデン・サークル』
ただし、TOHOシネマズ日劇（スクリーン1・2・3）への改称後は客入りなどで、上映館が3館内で変わることもたびたびある。